# Gottlieb Polak

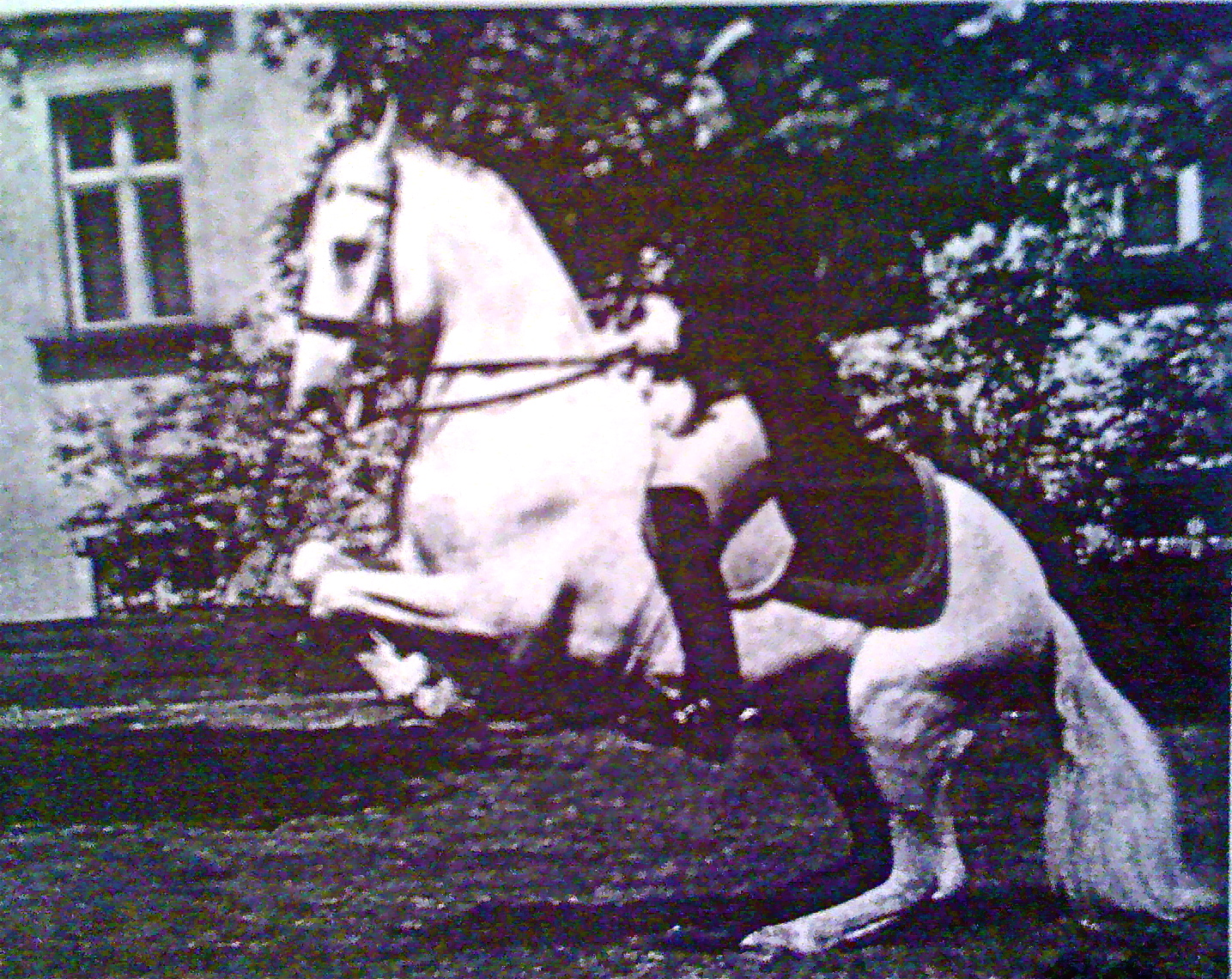
Reitmeister Gottlieb Polák auf Conversano Stornella in der Levade

Gottlieb Polák (* 13. Januar 1883 in Kladrub, Königreich Böhmen; † 5. Juli 1942 in Wien, Österreich) war Oberbereiter und Reitmeister an der Spanischen Hofreitschule in Wien. Polak spielte die Geige und galt als außerordentlich begabter Reiter.

## Leben
Polak wurde als Sohn eines Hofgestütsbeamten des Gestüts Kladrub geboren und schon in frühester Kindheit im Umgang mit Pferden vertraut. Sein begonnenes Studium an der Musikakademie in Prag brach er nach einem Jahr ab, um im Jahr 1900 als Eleve in den Kladruber Reitstall einzutreten, von wo aus er zwei Jahre später in den kaiserlichen Marstall nach Wien kam.
Nach Ableistung seiner militärischen Dienstpflicht beim Ulanenregiment Nr. 11 in Pardubitz von 1904 bis 1907 wurde er 1908 in den Campagne-Reitstall nach Wien versetzt, wo er auch unter anderem bei Erzherzog Franz Ferdinand Dienste leistete. Schon in dieser Zeit fiel Polaks außerordentliche reiterliche Begabung auf. 1916 wurde er dann als „Reitskolar“ in die Spanische Hofreitschule berufen, 1920 zum Bereiter, 1927 zum Oberbereiter und 1941, als Nachfolger Wenzel Zrusts, zum Ersten Oberbereiter ernannt.
Polaks wohl bekannteste Schüler waren Alois Podhajsky, Waldemar Seunig und Georg Wahl.
Er war von 1930 bis 1931 Lehrer des schwedischen Prinzen Gustav Adolf und erhielt dafür die Schwedische Wasa-Medaille verliehen. Major Podhajsky trainierte an der Hofreitschule, bevor er an den Olympischen Spielen 1936 in Berlin teilnahm.
Von Seunig als „Reitgenie“ bezeichnet, hatten Polaks Lektionen musische Akzente, wenn er sagte: „Stimmen Sie Ihr Pferd wie eine Geige, dann wird Ihr Reiten zur stummen Musik“. So finden äußerste Akribie und heller Enthusiasmus in Polak gleichermaßen ihr Ideal.
Polak war Herr über viele Mittel, um die „geölte Weichenstellung“ der Gelenke zu fördern, und wusste aus seiner Erfahrung als Turnierspringreiter, welche entscheidende Rolle die rasche Reaktionsfähigkeit des Reiterkörpers nicht nur im Gelände und bei Widersetzlichkeiten, sondern vor allem in der Hohen Schule spielt. Zu Polaks Zeit wurden angehende Schulhengste an der Spanischen Hofreitschule auch über Hindernisse gesprungen.
Waldemar Seunig äußert sich in seinem Buch Im Sattel zählt’ ich keine Zeit über Polak:

„Auf Pluto-Kerka, fast vollendet, soweit ein Schulpferd eben vollendet sein kann, beherrscht dieser Virtuose großen Stils die Klaviatur der Übergänge von der Piaffe zur Passage und vom Schul- zum Starken Trab, worin dieser Gangkönig besonders glänzt und die volle Strahlkraft von Polaks Kunst und Können orchestriert. Ein anderer Hengst des Meisters piaffiert so gesetzt und weich (wobei die Hinterfüße, vom Boden gelöst, an das Hüftlot herantreten), daß kein Tropfen aus einem auf sein Kreuz gestelltes Glas das Fell netzen würde. Energiegeladene Schulsprünge, deren Vehemenz eine rechte Verwirrung in der menschlichen Innerei anrichten können, werden geübt, und die Handarbeit zwischen den Pilaren und an der senkrechten Bande kommt nicht zu kurz.“

Sein überragendes reiterliches Können fand durch die Verleihung des Deutschen Reitabzeichens in Gold Anerkennung. Sein Wirken an der Spanischen Hofreitschule wurde durch die Ernennung zum Reitmeister, zum ersten Träger dieses neu geschaffenen höheren Dienstgrades, ausgezeichnet.
Am 10. Mai 1942 ritt Reitmeister Polak seinen jungen Lipizzanerhengst Pluto Theodorosta in der Vorstellung und sank schon nach den ersten Tritten bewusstlos vom Pferd. Er starb knapp zwei Monate später. Gemäß dem Mitteilungsblatte des Reichsinspekteurs für Reit- und Fahrausbildung war Oberbereiter Gottlieb Polak als Rittmeister eingetragen. Er ist auf dem Hietzinger Friedhof in Wien begraben worden. Abordnungen des Oberkommandos des Heeres, des Wehrkreises XVII und von der Spanischen Hofreitschule der Kommandeur Oberst Podhajsky und Oberbereiter Lindenbauer legen Kränze am Sarge nieder.